# Kanu- und Surf-Verein Schwerte
Der Kanu- und Surf-Verein Schwerte e.V. ist ein deutscher Sportverein mit Sitz in Schwerte.
Der Verein wurde 1933 als Kanu-Verein Schwerte gegründet.  Er betreibt Kanusport in den Sparten Kanurennsport, Kanuslalom und Kanuwandern  und stellte mehrfach Medaillengewinner bei Olympischen Spielen und Weltmeisterschaften.
Der Verein unterhält ein Bootshaus und eine Kanuslalomstrecke an der Ruhr.
Erfolgreichster Sportler des Vereins war Detlef Lewe, Weltmeister und Silbermedaillengewinner der Olympischen Spiele 1968.